# Заслуженный специалист Вооружённых Сил СССР
Заслу́женный специалист Вооруженных Сил СССР — почётное звание, присваивается Президиумом Верховного Совета СССР лицам офицерского состава, прапорщикам, мичманам и военнослужащим сверхсрочной службы, состоящим на действительной военной службе в Вооруженных Силах СССР и прослужившим не менее 15 лет в календарном исчислении, за выдающиеся заслуги перед Советским государством в области укрепления обороноспособности страны и высокое мастерство в профессиональной деятельности.
Присваивался Президиумом Верховного Совета СССР по представлению Министерства обороны СССР, Комитета государственной безопасности СССР, Министерства внутренних дел СССР.
Военнослужащим, удостоенным почётного звания «Заслуженный специалист Вооруженных Сил СССР», вручалась грамота Президиума Верховного Совета СССР и нагрудный знак установленного образца, носимый на правой стороне груди, над орденами СССР (при их наличии).

## Описание знака «Заслуженный специалист Вооруженных Сил СССР»
Многоугольник с выпуклым краем, посеребрянный и плоский. По центру которого размещена красная пятиконечная звезда с серпом и молотом и лучевой насечкой под эмалью. В четырёх тупых углах звезды изображены: в нижнем правом — танк, в верхнем правом — ракета, в верхнем левом — самолёты, в нижнем левом — боевой корабль. На знаке надпись в две строки: «ЗАСЛУЖЕННЫЙ СПЕЦИАЛИСТ / ВООРУЖЁННЫХ СИЛ СССР». Первая строка находится над звездой, вторая — ниже её и располагается на приподнятой площадке, имеющей справа и слева над ней лавровые ветви. Все изображения и надпись выпуклые и позолоченные. Знак при помощи ушка и кольца крепится к серебристой прямоугольной колодочке, имеющей по бокам выемки. Внутренняя её часть покрыта красной муаровой лентой. На обороте знака «Заслуженный специалист Вооруженных Сил СССР» изображена лента с вырезанным на ней порядковым номером. Изготовлен из томпака. Размер 52×24 мм. Крепление на груди благодаря булавке на колодочке.

## История
- Утверждено Указом Президиума Верховного Совета СССР от 8 февраля 1989 года.

Рисунок знака «Заслуженный специалист Вооруженных Сил СССР» был разработан художниками Техкома ГИУ МО СССР и изготовлялся на Московском монетном дворе. Первое награждение последовало 18 августа 1989 г., когда 26-ти военнослужащим было присвоено это почётное звание. Открывал список полковник Владимир Александрович Батраков. Последнее награждение было произведено 15 августа 1991 года Указом Президента СССР № УП-2392. Закрывал этот почётный список генерал-майор авиации Алексей Тимофеевич Шугалей. Всего звания были удостоены 207 человек.